# Wallander – Den svaga punkten
Wallander – Den svaga punkten är en svensk thriller från 2006. Det är den sjunde filmen i den första omgången med Krister Henriksson som Kurt Wallander. Filmen utgavs på DVD den 15 mars 2006. Filmen visades i TV4 år 2007.

## Handling
En omtyckt hästuppfödare påträffas död i sitt stall. Först verkar han ha blivit ihjälsparkad av en häst men snart upptäcker man att det rör sig om ett mord. Man börjar gräva i mannens liv och det visar sig att den omtyckte mannen bar på mörka hemligheter.

## Rollista (urval)
- Krister Henriksson – Kurt Wallander
- Johanna Sällström – Linda Wallander
- Ola Rapace – Stefan Lindman
- Angela Kovács – Ann–Britt Höglund
- Marianne Mörck – Ebba
- Mats Bergman – Nyberg
- Fredrik Gunnarsson – Svartman
- Stina Ekblad – obducenten
- Jacob Nordenson – Jesper Nilsson
- Katrin Sundberg – Colette
- Ylva Lööf – Saras mamma
- Cecilia Nilsson – Anja
- Magnus Mark – Albert Schyberg
- Andrea Edwards – Magdalena Schyberg
- Lotta Tejle – Marina
- Pia Oscarsson – Hanna Nilsson
- Mats Andersson – Hermansson
- Sissela Benn – stallflicka
- Petra Brylander – Matilda Johansson
- Julia Ragnarsson – Johanna
- Desirée Persson – Sara
- Anna von Rosen – Carolina Magnusson
- Erik Adielsson – sig själv
- Boel Larsson – Ruth